# Kekri
Kekri es una ciudad y municipio en el distrito de Ajmer en el estado de Rajastán, la  India.

## Geografía
Kekri está situado en 25°58′N 75°09′E / 25.97, 75.15. Su elevación media es de 347 metros.
Anteriormente se conocía a la ciudad como Kanakavati Nagri, el nombre de la princesa Kanakavati, antes de renombrarse a la denominación actual. Es un área industrial con una Mandi agrícola entre otras industrias. Hay cantidad de templos como el Charbhuja Mandir, Kekradhish Mandir, Bijasan Mata Mandir etc. La principal fuente de agua potable es la presa de Bisalpur. Está situado en el centro entre importantes ciudades en Rajastán, a saber entre Ajmer, Jaipur, Kota, Bhilwara y Tonk.

## Demografía
Según el censo de la India de 2001, Kekri contaba con una población de 34,129. De ellos el 52% eran varones y el 48% mujeres. El nivel medio de alfabetismo de Kekri es del 63%, mayor que la media nacional, 59.5%: el alfabetismo entre los varones es del 74%, y entre las mujeres del 51%. En Kekri, el 15% de la población tiene menos de 6 años.